# Ormosia dicax
Ormosia dicax là một loài ruồi trong họ Limoniidae. Chúng phân bố ở miền Cổ bắc.